# Объект 478
Объект 478 — советский опытный основной боевой танк. Разработан в конструкторском бюро Завода имени Малышева. Серийно не производился.

## История создания
После принятия на вооружение танка Т-80, были начаты работы по совершенствованию его конструкции. Работы велись в двух направлениях. В конструкторском бюро Завода имени Малышева разрабатывался танк «Объект 478», параллельно, в конструкторском бюро Завода имени Кирова были начаты работы над модернизированным танком Т-80 под обозначением «Объект 219А». Харьковский вариант модернизации Т-80 предполагал оснащение ходовой части «Объекта 219А» дизельным двигателем 6ТД-1 мощностью 1000 л.с., а также установкой новой перспективной башни, разрабатываемой для проекта модернизации Т-64А под обозначением «Объект 476». В 1976 году был выполнен проект машины, однако дальнейшие работы по нему продолжены не были, так как основной упор в то время делался на газотурбинные силовые установки. После смерти Д. Ф. Устинова поддержка конструкторского бюро ленинградского Кировского завода стала ослабевать и Министерство обороны серьёзно задумалось о переводе танков Т-80 на дизельные двигатели, так как ходовая часть танков Т-64А полностью исчерпала свои возможности по модернизации и дальнейшее её развитие было нецелесообразно. Работы по оснащению танков Т-80 дизельными двигателями были открыты сразу в нескольких конструкторских бюро. В омском Конструкторском бюро транспортного машиностроения Т-80 было поручено оснастить двигателем В-46-6 (танк получил индекс «Объект 644»), а в КБ-3 ленинградского Кировского завода велась разработка Т-80 с двигателем 2В-16-2, однако оба проекта потерпели неудачу. В то же время были активизированы работы по созданию танка «Объект 478». В 1985 году была начата работа по его модификации — «Объект 478Б», впоследствии принятой на вооружение под обозначением Т-80УД.

## Описание конструкции
На танках «Объект 478» устанавливалась новая литая башня, отработанная при создании танка «Объект 476». Ходовая часть была заимствована у танка «Объект 219А», однако с установкой дизельного двигателя 6ТД-1. Основное вооружение «Объекта 478» составляла 125-мм гладкоствольная танковая пушка 2А46М-1. Возимый боекомплект составлял 42 выстрела. Пушка оснащалась стабилизатором «Вектор-4». С пушкой был спарен 7,62-мм пулемёт ПКТ с возимым боекомплектом 1500 патронов. Для борьбы с воздушными целями и легкобронированной техникой на башенке командира устанавливался 12,7-мм зенитный пулемёт НСВТ с боекомплектом в 450 патронов, кроме того, «Объект 478» оснащался комплексом управляемого вооружения 9К112 «Кобра».

## Модификации
- Объект 478 — базовый вариант
  - Объект 478М — проект радикальной модификации «Объекта 478» выполненный в 1976 году. Среди основных изменений была установка комплекса активной защиты «Шатёр» и нового дизельного двигателя 12ЧН, мощностью 1500 л.с[3].
  - Объект 478Б — основной боевой танк с динамической защитой Т-80УД «Берёза». Модификация танка Т-80У с дизельным двигателем. Установлены двухтактный, оппозитный, многотопливный, 6-цилиндровый дизельный двигатель 6ТД (1000 л. с.), зенитная пулемётная установка с дистанционным управлением; первые варианты оснащались навесной ДЗ, с 1988 года — встроенная ДЗ, как на Т-80У; боевая масса 46 т. Принят на вооружение в 1987 году. До распада СССР выпущено около 800 Т-80УД, после распада — около 50-ти. К 1995 году все Т-80УД в российской армии выведены из эксплуатации.
    - Объект 478БК — опытная модификация Т-80УД со сварной башней.
    - Объект 478БЭ — украинский экспортный серийный вариант танка Т-80УД с литой башней. Изготовлен один экземпляр.
    - Объект 478БЭМ1 — экспортный Т-80УД с КАЗ «Дрозд»[4].
    - Объект 478БЭ-1 — украинский экспортный серийный вариант танка Т-80УД со сварно-катанной башней. Серийно не производился.
    - Объект 478Н — украинский экспортный вариант Т-84-120 «Ятаган» со 120-мм пушкой (под стандарт НАТО), созданный специально для тендера в Турции. Оснащён двигателем 6ТД-2 (1200 л.с.); установлены новая сварная башня с АЗ в кормовой нише и встроенная ДЗ «Нож».
      - Объект 478Н1 — Ятаган, адаптированный под серийное производство, изготовлен один экземпляр.

    - Объект 478Д — опытный основной танк на базе Т-80УД с ночным прибором наблюдения ТПН-4 «Буран-Э» и системой стрельбы осколочно-фугасными снарядами «Айнет», подрывающими их в заданной точке. Не производился.
    - Объект 478ДУ — украинский экспортный опытный вариант танка Т-80УД с ходовой частью по типу Т-64. Проходил испытания в Пакистане, изготовлен один экземпляр.
    - Объект 478ДУ1 — украинский экспортный опытный вариант танка Т-80УД с ходовой частью по типу Т-80. Проходил испытания в Пакистане, изготовлен один экземпляр.
    - Объект 478ДУ2 — украинский основной танк Т-84. Усовершенствованный вариант Т-80УД. Оснащён сварно-катаной башней, системой «Штора-1», новой ДЗ, а также двигателем 6ТД-2. Изготовлен опытный образец, прошёл испытания. Серийно не выпускался.
    - Объект 478ДУ3 — украинский проект модернизации Т-84.
    - Объект 478ДУ4 — украинская опытная модернизация Т-84 с установкой усовершенствованной коробки переключения передач.
    - Объект 478ДУ5 — украинская опытная модернизация Т-84 с установкой кондиционера.
    - Объект 478ДУ6 — украинский проект модернизации Т-84. Серийно не производился.
    - Объект 478ДУ7 — украинская опытная модернизация Т-84. Не производился.
    - Объект 478ДУ8 — украинская опытная модернизация Т-84. Не производился.
    - Объект 478ДУ9 — украинский основной танк Т-84 БМ «Оплот» (Т-84У[5]). Усовершенствованный вариант Т-84.
      - Объект 478ДУ9-1 — украинский основной танк Т-84 «Оплот-М». Усовершенствованный вариант Т-84 БМ «Оплот» . Изготовлен один экземпляр для нужд ВСУ.
      - Объект 478ДУ9-Т — серийный «Оплот-Т» для Таиланда, отличается от 478ДУ9-1 установкой кондиционера и вспомогательной силовой установкой. Изготовлено 49 штук.

    - Объект 478ДУ10 — украинский проект установки панорамы на Объект 478ДУ9-1.
    - Объект 478ДУ11 — украинский проект танка Т-84 «Оплот-2М» [6]

## Сохранившиеся экземпляры
- Украина — единственный сохранившийся экземпляр установлен в киевском Музее истории Украины во Второй мировой войне

## Изображения
Объект 478 в Киевском Музее истории Украины во Второй мировой войне:

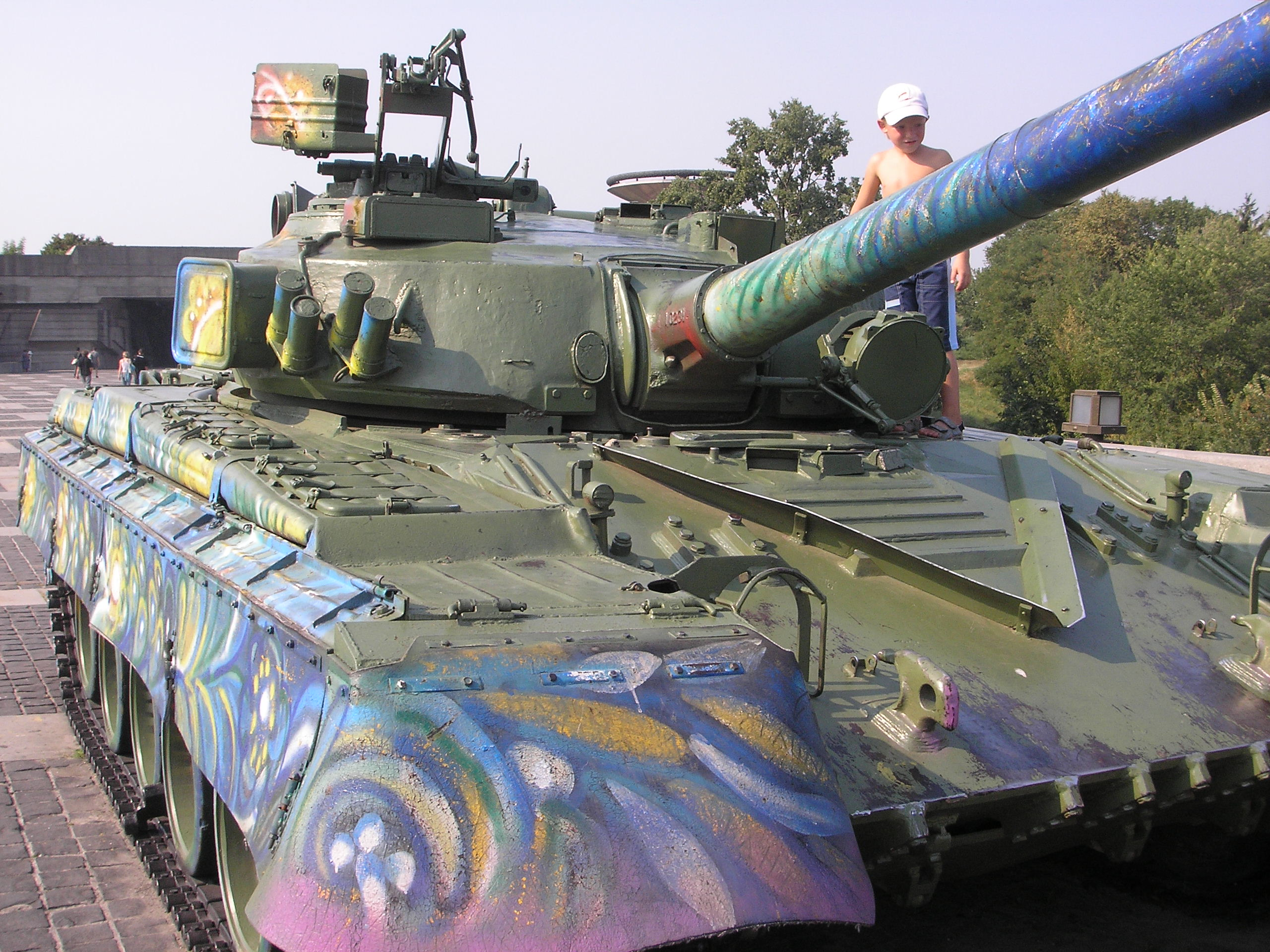
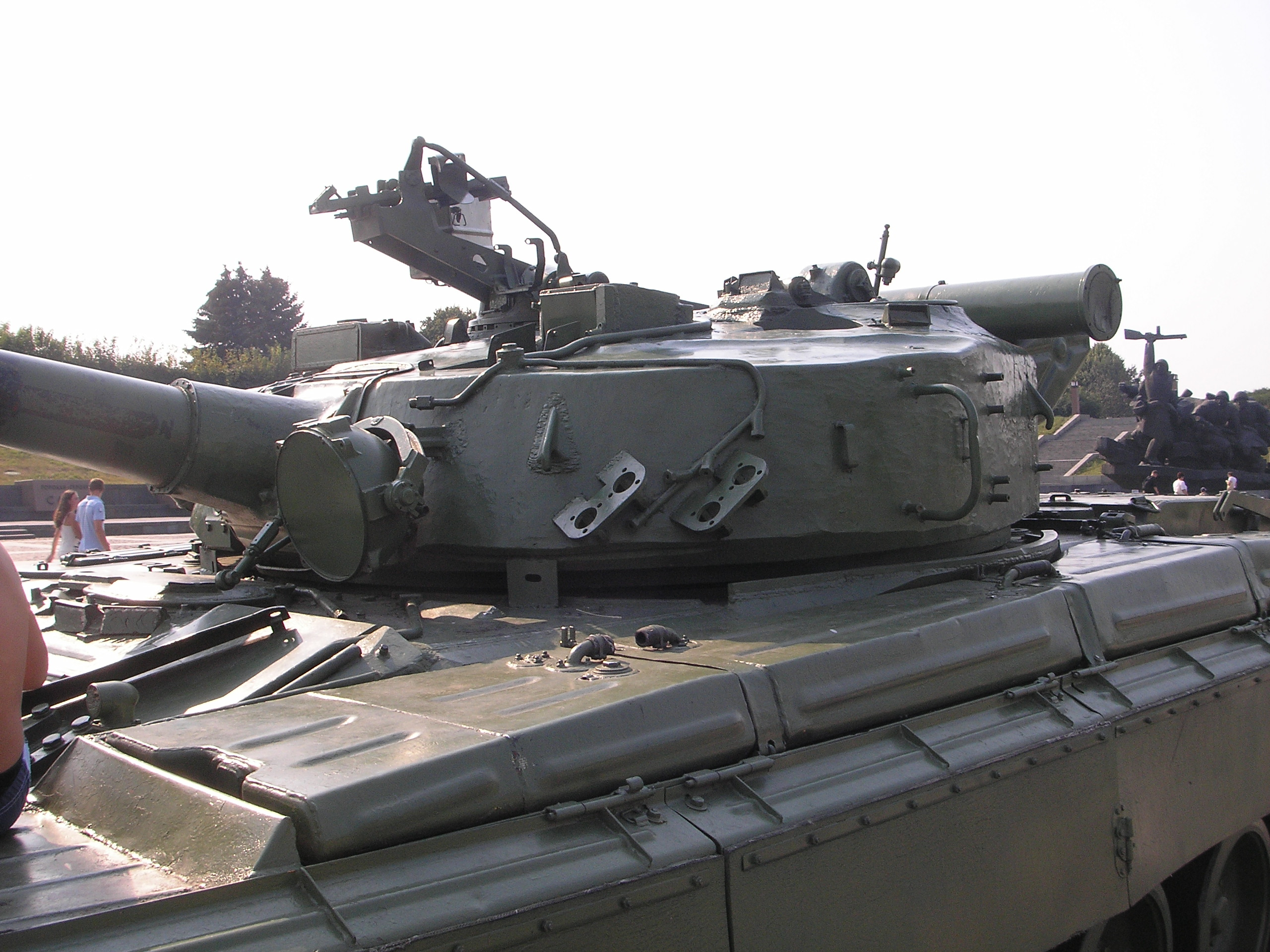
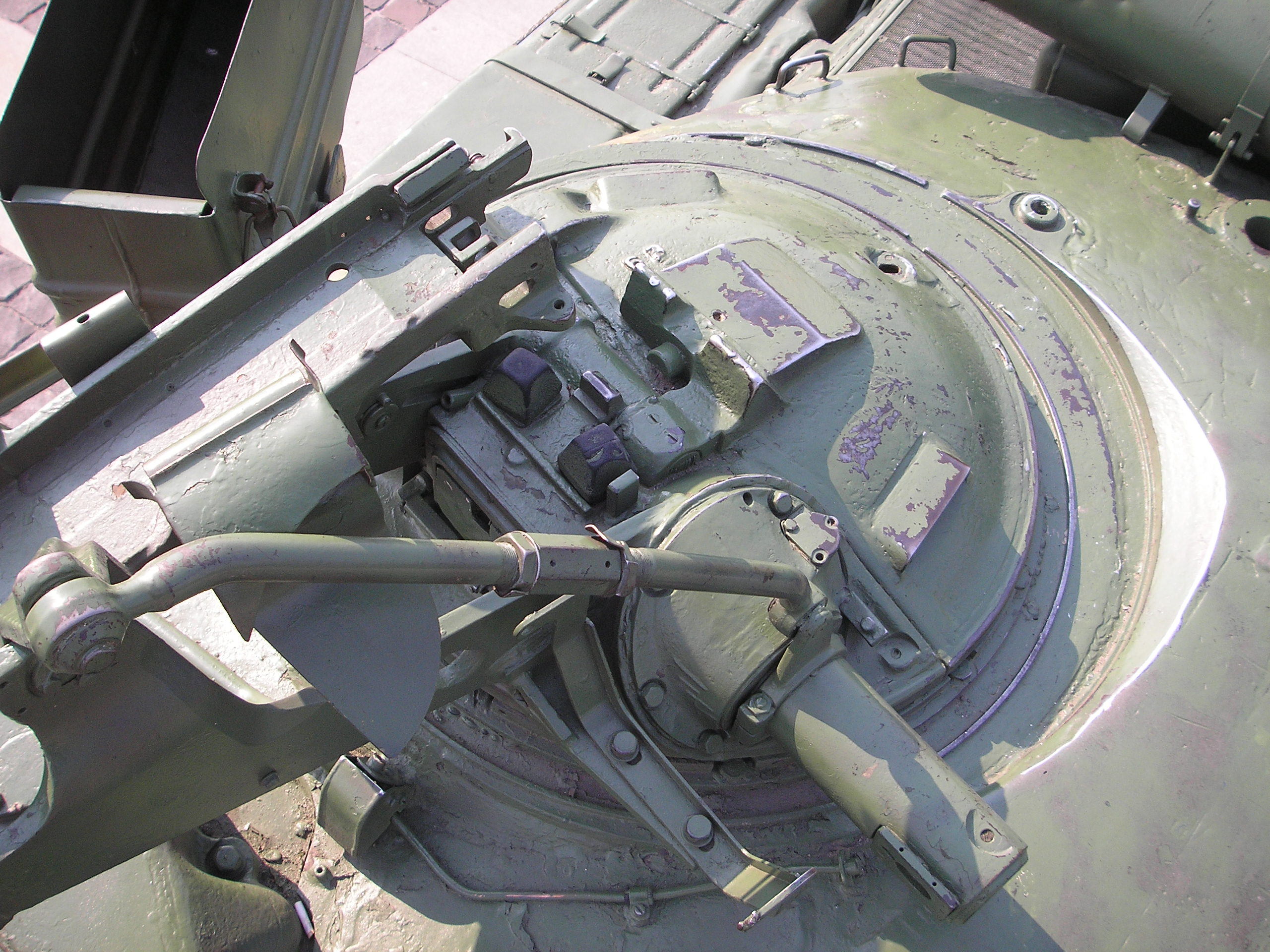
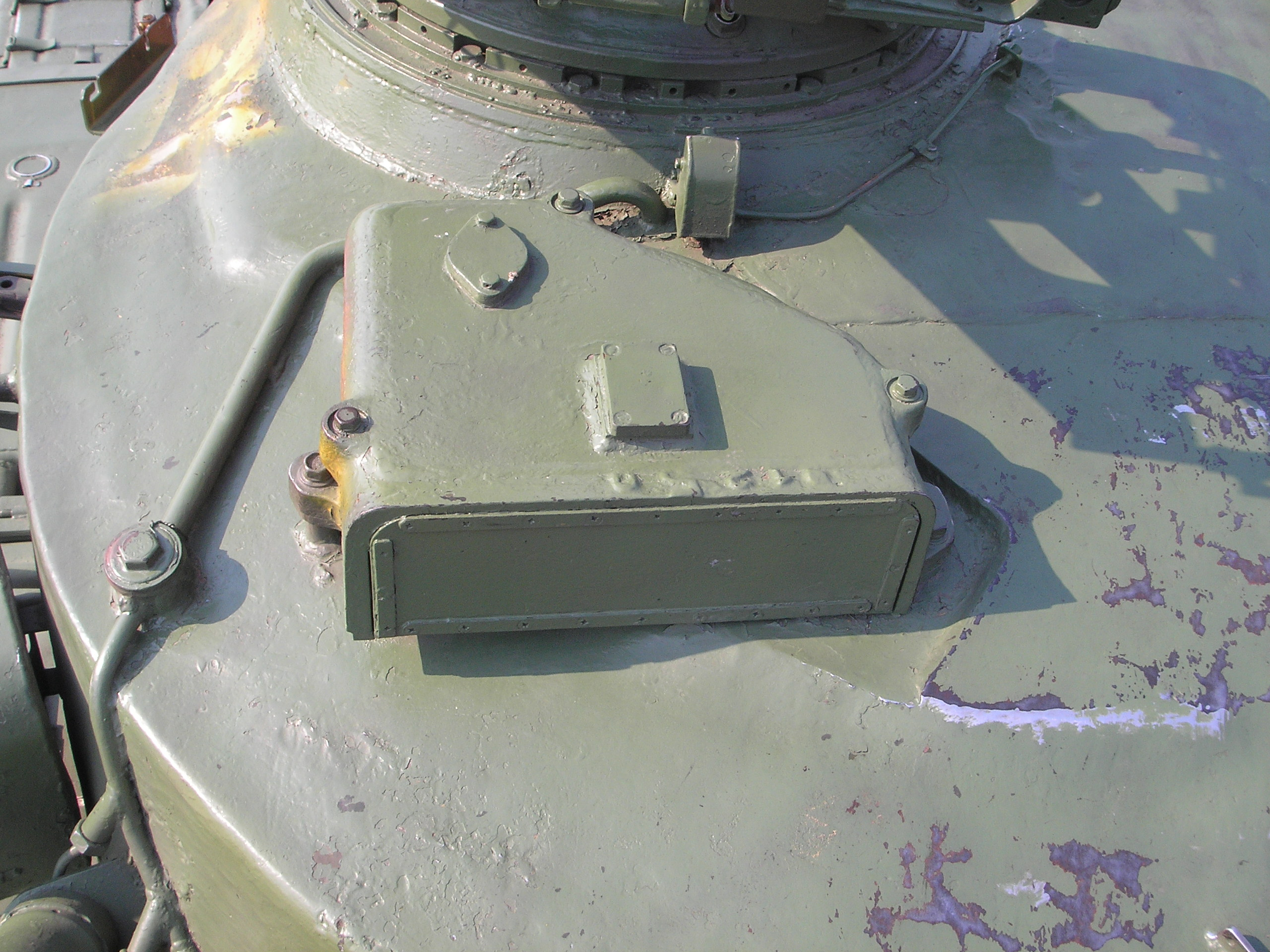
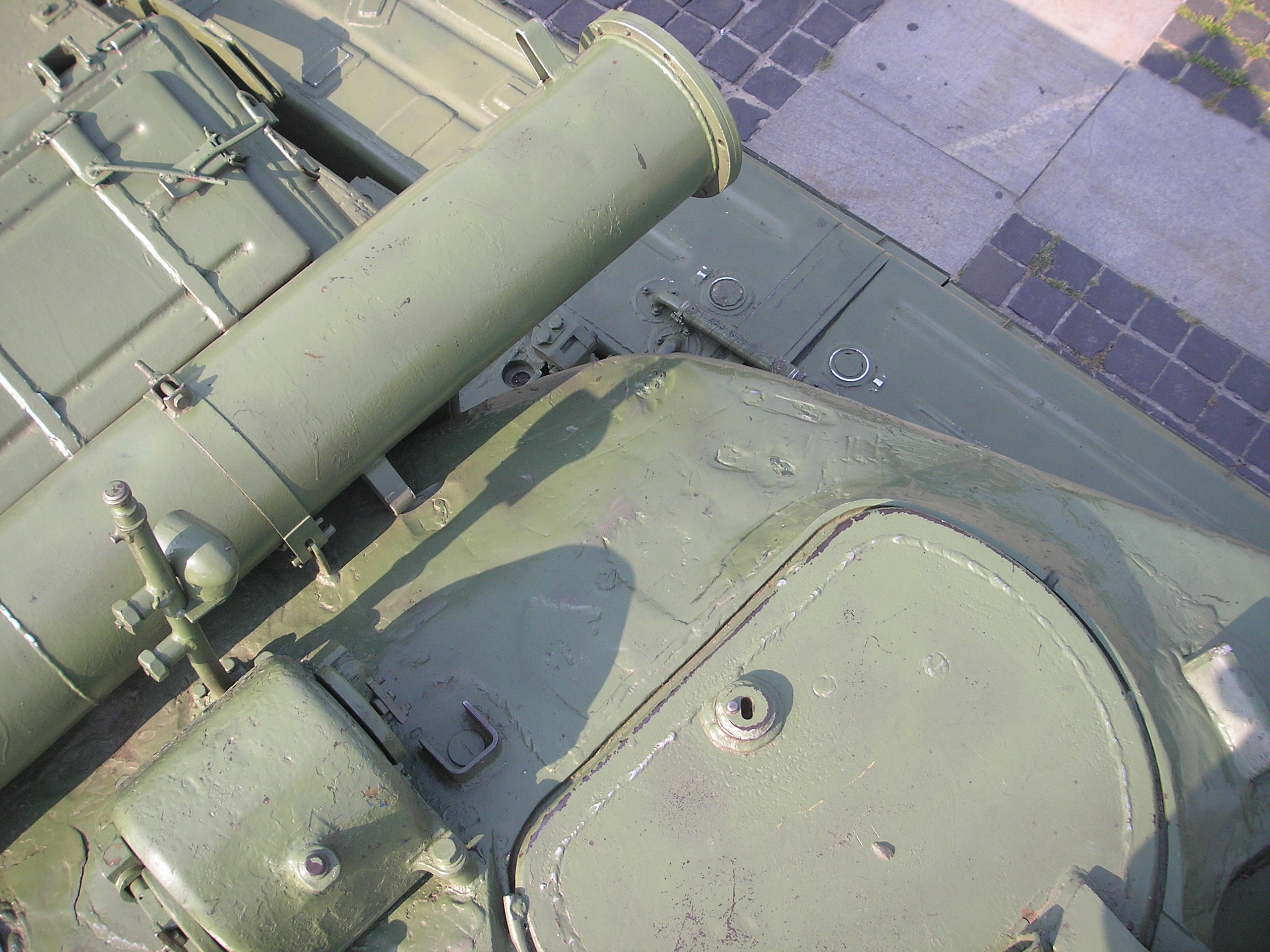
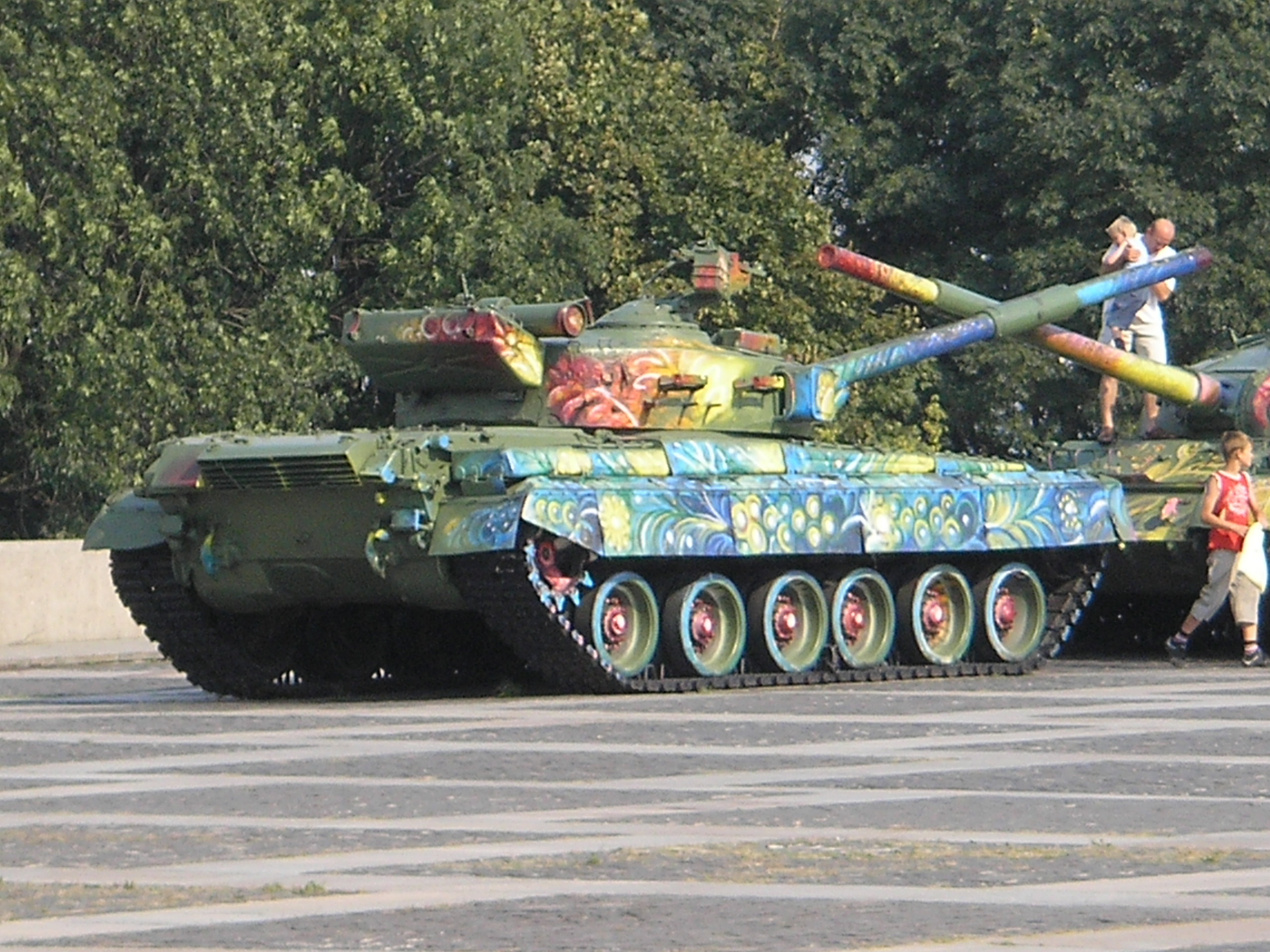
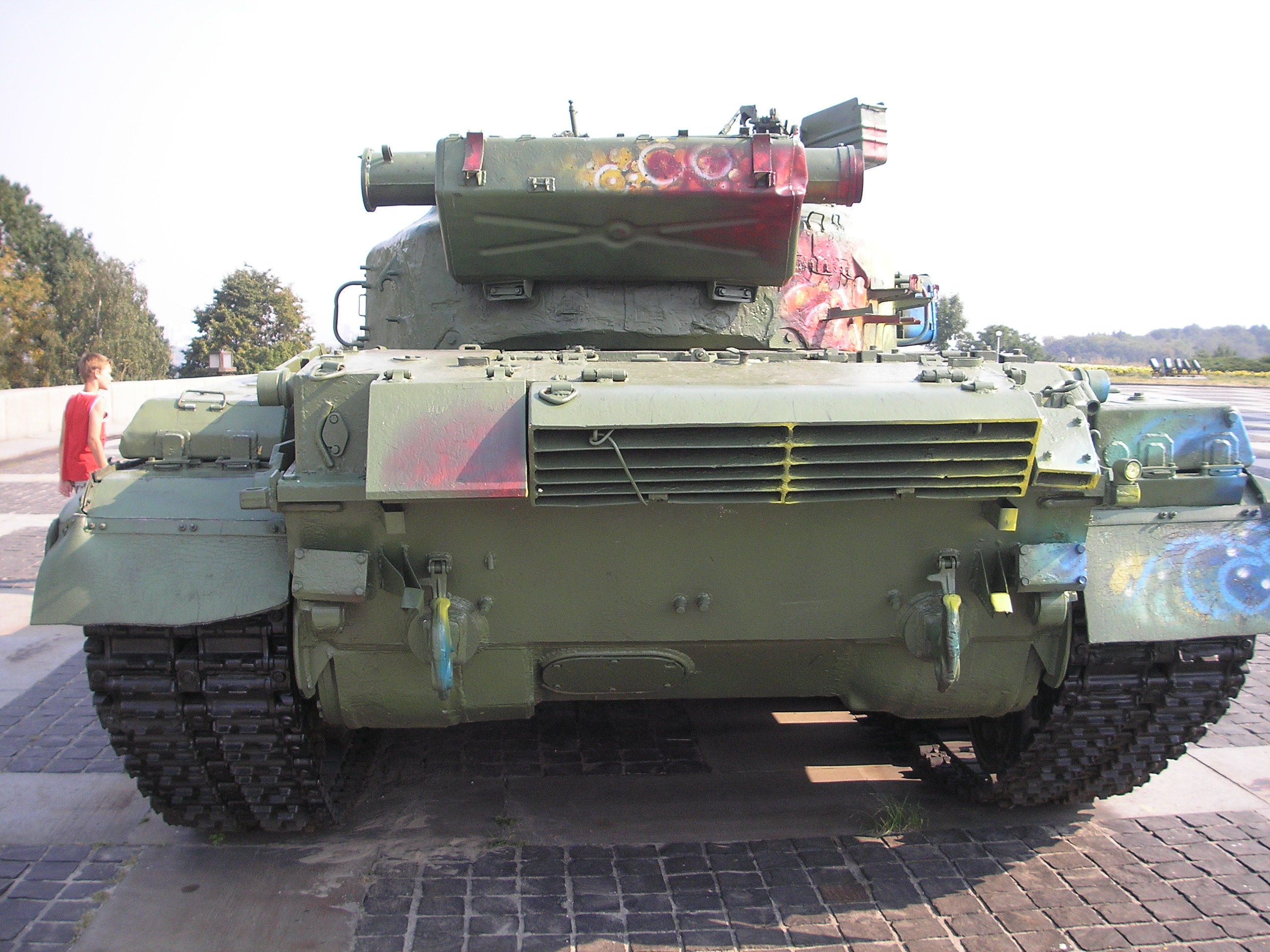